# Trois Cocus (quartier de Toulouse)
Pour les articles homonymes, voir Cocu.
Pour l’article homonyme, voir Trois-Cocus (métro de Toulouse).
 (août 2024).
La mise en forme du texte ne suit pas les recommandations de Wikipédia : il faut le « wikifier ».
Les points d'amélioration suivants sont les cas les plus fréquents. Le détail des points à revoir est peut-être précisé sur la page de discussion.
- Les titres sont pré-formatés par le logiciel. Ils ne sont ni en capitales, ni en gras.
- Le texte ne doit pas être écrit en capitales (les noms de famille non plus), ni en gras, ni en italique, ni en « petit »…
- Le gras n'est utilisé que pour surligner le titre de l'article dans l'introduction, une seule fois.
- L'italique est rarement utilisé : mots en langue étrangère, titres d'œuvres, noms de bateaux, etc.
- Les citations ne sont pas en italique mais en corps de texte normal. Elles sont entourées par des guillemets français : « et ».
- Les listes à puces sont à éviter, des paragraphes rédigés étant largement préférés. Les tableaux sont à réserver à la présentation de données structurées (résultats, etc.).
- Les appels de note de bas de page (petits chiffres en exposant, introduits par l'outil «  Source ») sont à placer entre la fin de phrase et le point final[comme ça].
- Les liens internes (vers d'autres articles de Wikipédia) sont à choisir avec parcimonie. Créez des liens vers des articles approfondissant le sujet. Les termes génériques sans rapport avec le sujet sont à éviter, ainsi que les répétitions de liens vers un même terme.
- Les liens externes sont à placer uniquement dans une section « Liens externes », à la fin de l'article. Ces liens sont à choisir avec parcimonie suivant les règles définies. Si un lien sert de source à l'article, son insertion dans le texte est à faire par les notes de bas de page.
- La présentation des références doit suivre les conventions bibliographiques. Il est recommandé d'utiliser les modèles {{Ouvrage}}, {{Chapitre}}, {{Article}}, {{Lien web}} et/ou {{Bibliographie}}. Le mode d'édition visuel peut mettre en forme automatiquement les références.
- Insérer une infobox (cadre d'informations à droite) n'est pas obligatoire pour parachever la mise en page.

Pour une aide détaillée, merci de consulter Aide:Wikification.
Si vous pensez que ces points ont été résolus, vous pouvez retirer ce bandeau et améliorer la mise en forme d'un autre article.
 (août 2024).
Le quartier des Trois Cocus, Tres Cocuts [tres kukyts] en òc,situé au nord-est de la ville, est un quartier résidentiel et populaire de Toulouse. Territoire maraîcher depuis le 17e siècle, il accueille encore quelques « toulousaines » caractéristiques.
Longtemps excentré et non desservi par les transports en commun, le quartier – qui dispose de nombreux équipements, commerces, espaces verts et services – est maintenant à un quart d’heure en métro de la place du Capitole (hypercentre toulousain). Il profite également du dynamisme du quartier voisin Borderouge et fait l’objet d’un programme de construction et de renouvellement du bâti et des espaces publics.

## Origine du nom
L’origine provient du mot « cocut », qui désigne le coucou en occitan.
La transcription de l’occitan « Tres Cocuts » au français « Trois Cocus » serait due, dit-on, à des soldats de Napoléon qui, séjournant dans le quartier, auraient demandé aux habitants le nom de leur quartier. Ceux-ci auraient répondu « Tres Cocuts » et les soldats, ne parlant pas l’occitan, auraient compris « trois cocus », nom qui aurait par la suite été inscrit sur les plans.
Ces trois coucous étaient sculptés sur la façade d’une demeure, aujourd’hui disparue, appartenant à un seigneur.
Il reste à ce jour quelques traces de l’ancien nom du quartier, avec le sentier des Trois coucous et la place des Trois Cocus sous-titrée en occitan « Plaça Dels Tres Cocuts ».

## Historique
Le quartier est connu pour son passé maraicher. Ce vaste espace marécageux est cultivé dès le Moyen Âge. Mais c’est surtout après 1850, quand les besoins en légumes frais se font de plus en plus sentir avec la croissance démographique rapide de la population de Toulouse, que se crée une importante ceinture maraichère près de la ville. Au début du 19e siècle, le secteur Trois Cocus-Croix-Daurade comptait entre 130 et 150 hectares de terrains maraichers. Trois « noyaux villageois » témoignent encore de cette époque : Lalande, Croix-Daurade et Trois Cocus.

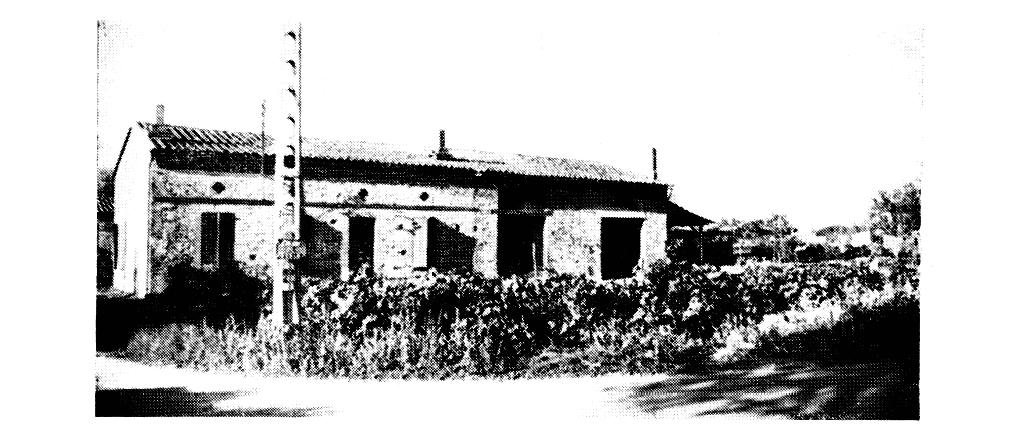
Construites à partir du 17^{e} siècle, les fermes maraichères – appelées « maisons toulousaines » – constituent petit à petit l’essentiel de l’habitat du nord toulousain au 19^{e} siècle. Bâties le long des chemins ruraux, elles sont le fruit du morcellement des grands domaines, ont fait la renommée des violettes de Toulouse et sont encore visibles pour certaines. © J. Odol

En 1921, la création de l’Office d’habitations à bon marché (ancêtres des HLM) entraine la construction de cités-jardins éloignées du centre-ville. C’est par exemple le cas,de la cité jardin de Lalande ou Cité du Nord route de Launaguet, avec l’une des premières cités-jardins de Jean Montariol, l’architecte qui a transformé la ville de Toulouse dans l’entre-deux-guerres, et la Cité Blanche, cité ouvrière des années 1950, aujourd’hui démolie.

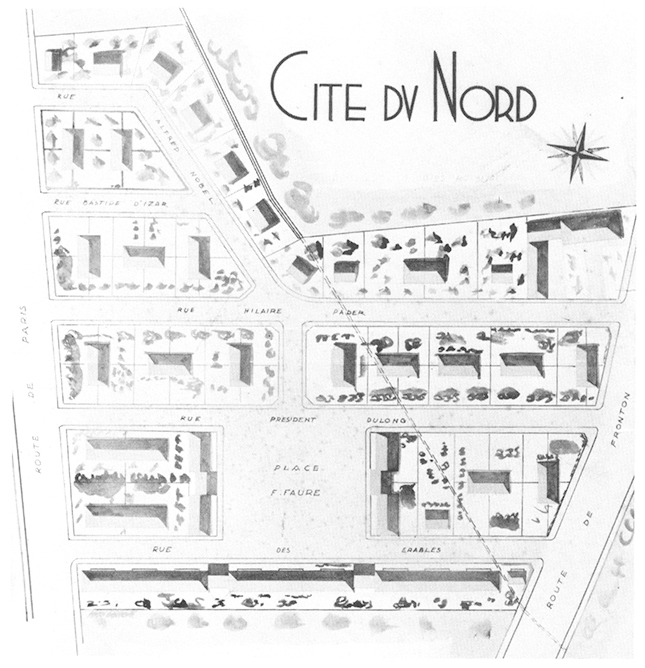
Plan de la Cité du Nord, par Jean Montariol, architecte en chef de la ville de Toulouse, 1928.

Dans les années 1930, Jean Montariol construit également la salle des fêtes Ernest-Renan et le groupe scolaire autour du noyau villageois des Trois Cocus. L’objectif : répondre à l’urbanisation croissante du quartier. Cet édifice possède des points communs architecturaux avec la bibliothèque municipale (dite d’étude et du patrimoine) rue du Périgord construite l’année suivante.
En 1963, avec la création des zones à urbaniser en priorité (ZUP), est construit, au milieu des champs, un ensemble de petites barres d’immeubles qui accueillent les rapatriés d’Algérie. Le confort des appartements à cette époque est inégalé : eau courante, eau chaude, salle d’eau, cuisine, vide-ordures, balcon, espaces de jeux et espaces verts.

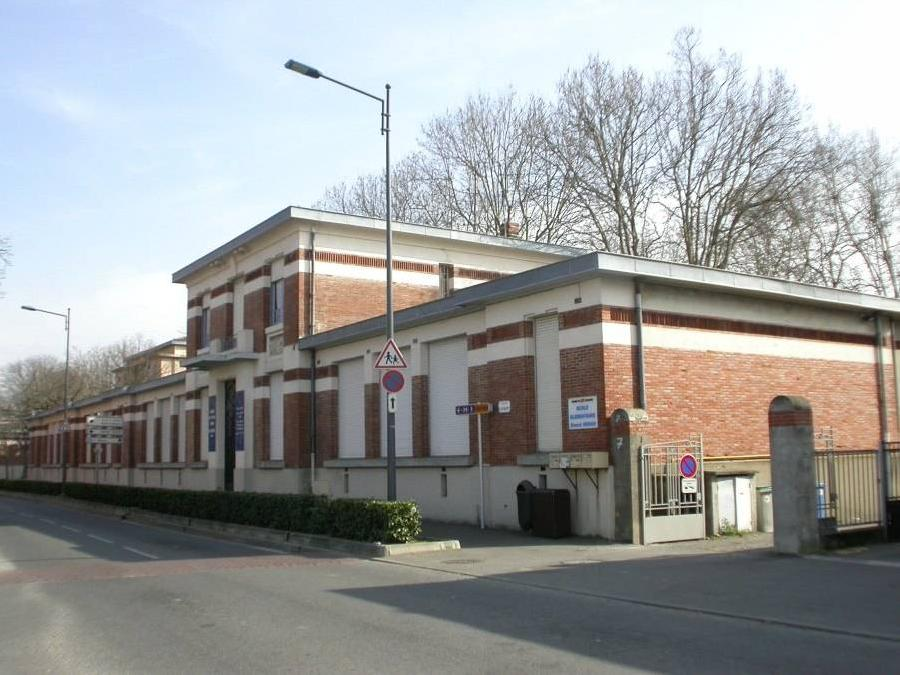
Groupe scolaire Ernest-Renan. © Ville de Toulouse - Inventaire général Région Midi-Pyrénées

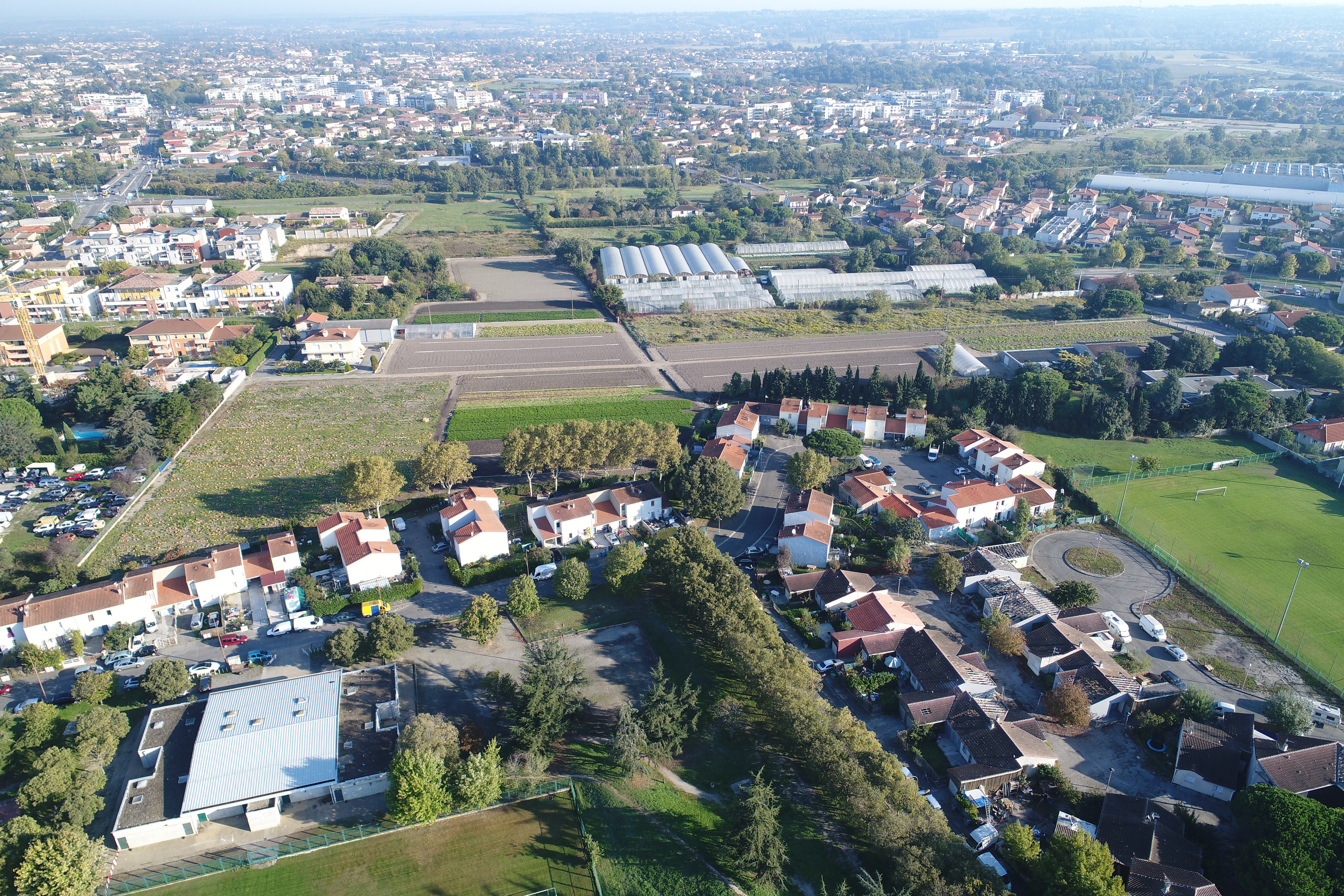
Vue aérienne actuelle de la Cité Raphaëlle, en bas à gauche, et de la Cité des Violettes (aujourd’hui démolie), en bas à droite. © Drone Sud Toulouse

Le quartier commence à s’urbaniser à partir de cette période. Les parcelles des maraichers sont vendues à des particuliers : un quartier résidentiel se crée. Alors que de belles maisons sont construites, non loin de là, de véritables bidonvilles s’installent autour du stade Rigal et du stade des Violettes. Ils accueillent une population déshéritée composée de Maghrébins et de gens du voyage en voie de sédentarisation. Dans les années 1980, les alentours de ces stades sont réhabilités.
À la fin des années 1970, les rapatriés quittent progressivement les immeubles, d’autres habitants arrivent. À partir des années 1980, la délinquance apparait. Le quartier voit se développer le trafic de stupéfiants notamment.
En 1996, la zone urbaine sensible « Les Izards » est créée afin de permettre au quartier de bénéficier des dispositifs de la politique de la ville (Développement social des quartiers, contrat urbain de cohésion sociale, etc.). Depuis 2015, le quartier est inscrit dans la nouvelle géographie prioritaire (QPV) et bénéficie du contrat de ville 2015-2022.
Depuis les années 1990, le quartier a connu plusieurs phases de réhabilitation. En 2010, il a été déclaré d’intérêt communautaire, et un projet de renouvellement urbain a été initié par convention en 2012 entre la ville de Toulouse, la communauté urbaine du Grand Toulouse (devenue Toulouse Métropole en 2015), Toulouse Métropole Habitat et le Nouveau Logis Méridional. Puis, en 2014, le quartier est classé « quartier prioritaire de la politique de la ville » et inscrit comme programme d’intérêt régional bénéficiant du Nouveau Programme national de renouvellement urbain 2020-2025 (NPNRU). Ce programme de renouvellement et de développement urbain va transformer durablement le quartier.

## Situation géographique
Situé au nord-est de Toulouse, le quartier Trois Cocus est bordé à l’est et au sud par le quartier Borderouge, avec le parc de la Maourine, et au sud-ouest par le quartier La Vache, avec le parc de La Vache. Au nord, les terres maraichères de l’actuelle ferme de Borde Bio se prolongent jusqu’à la rocade.

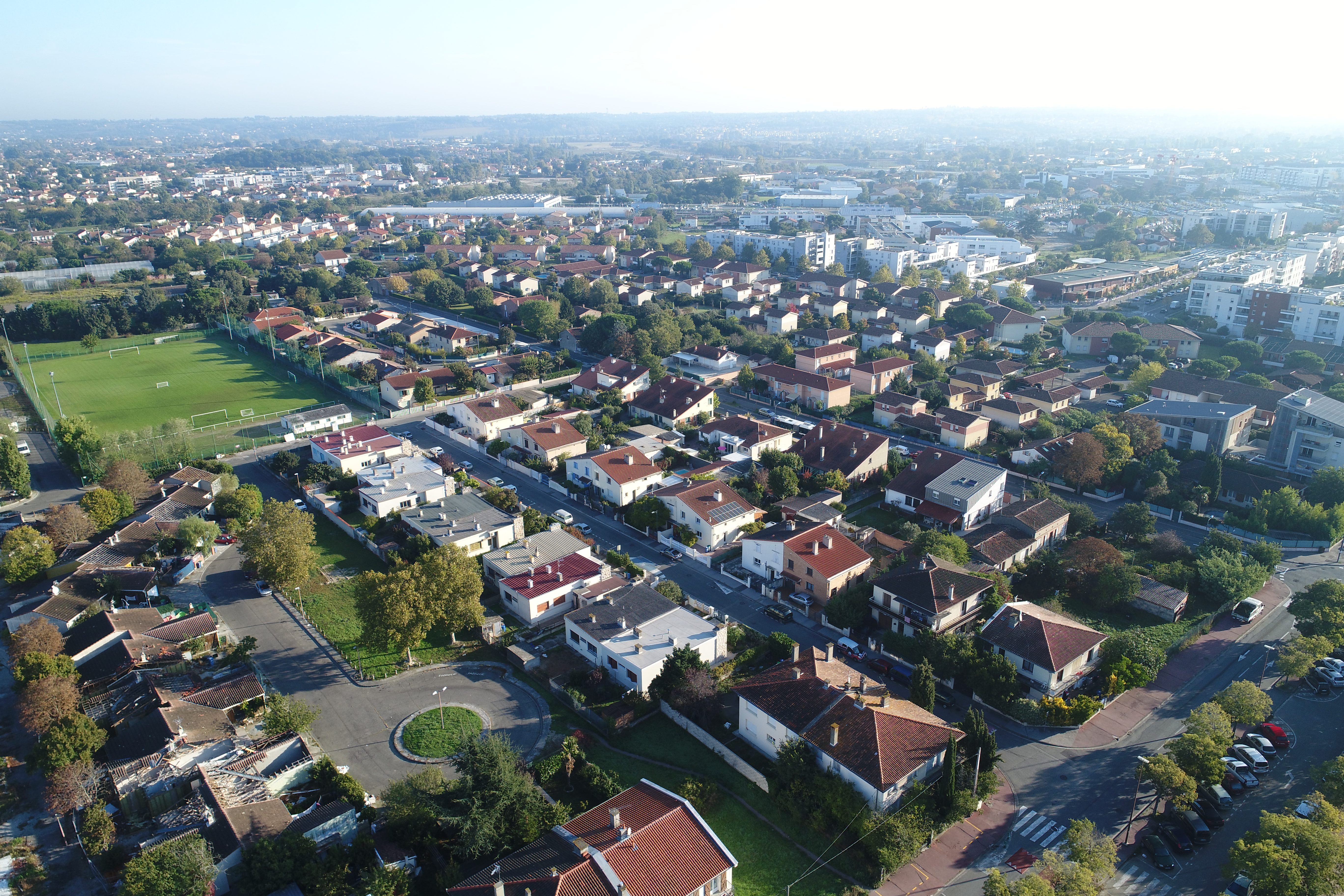
Vue aérienne du quartier Trois Cocus. © Ville de Toulouse – Toulouse Métropole

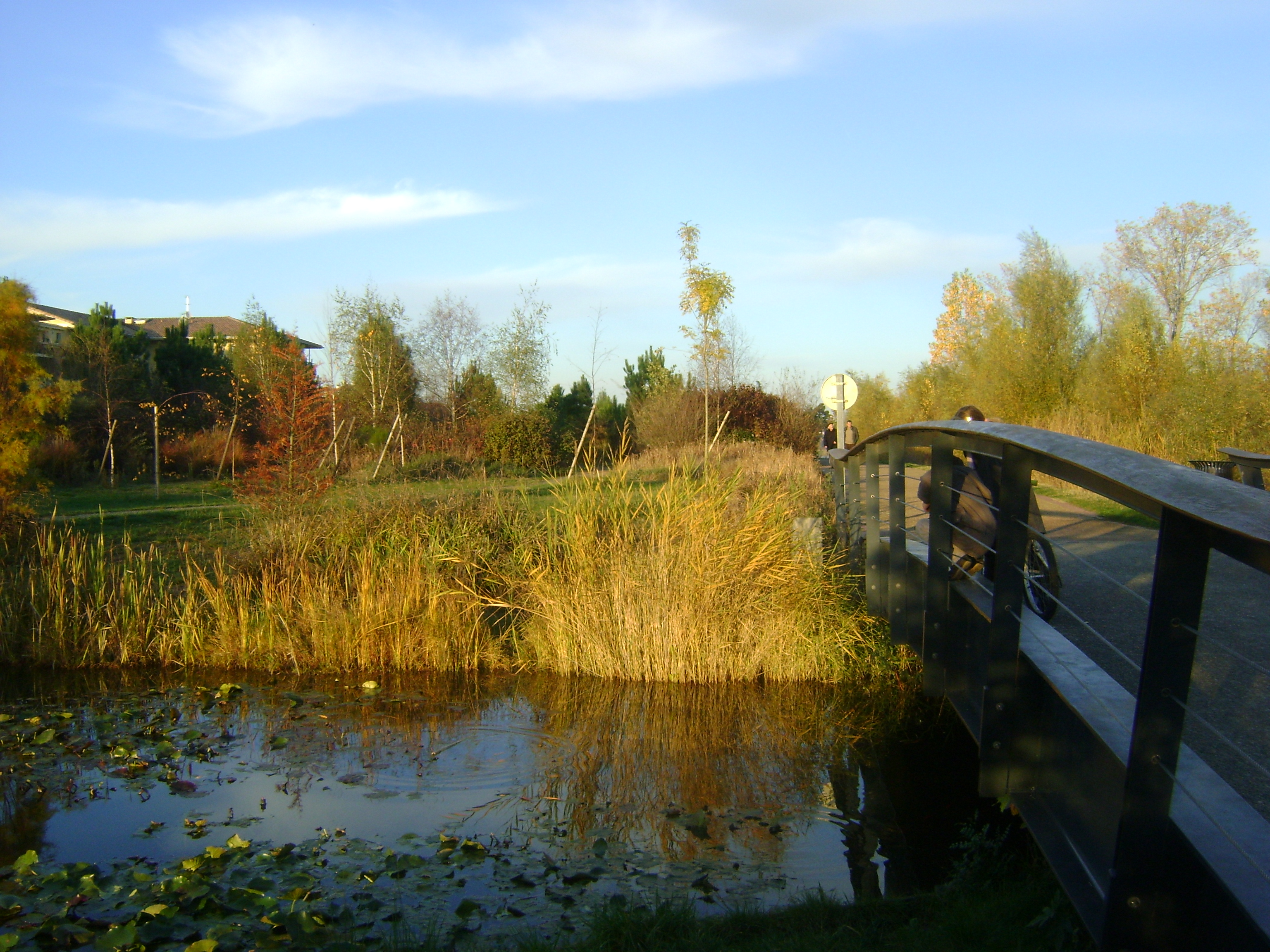
Parc de la Maourine.

## Aménagement urbain
Le quartier est principalement résidentiel et offre une grande diversité d’habitat : maisons individuelles, logements collectifs, habitat social et privé.
Ce tissu urbain est quadrillé par un ensemble de jardins, de sentes et d’espaces verts issus de son passé maraicher. Il accueille d’ailleurs une des plus grandes fermes intra-urbaines de Toulouse, Borde Bio, et un certain nombre d’initiatives d’agriculture urbaine fleurissent dans le quartier.  

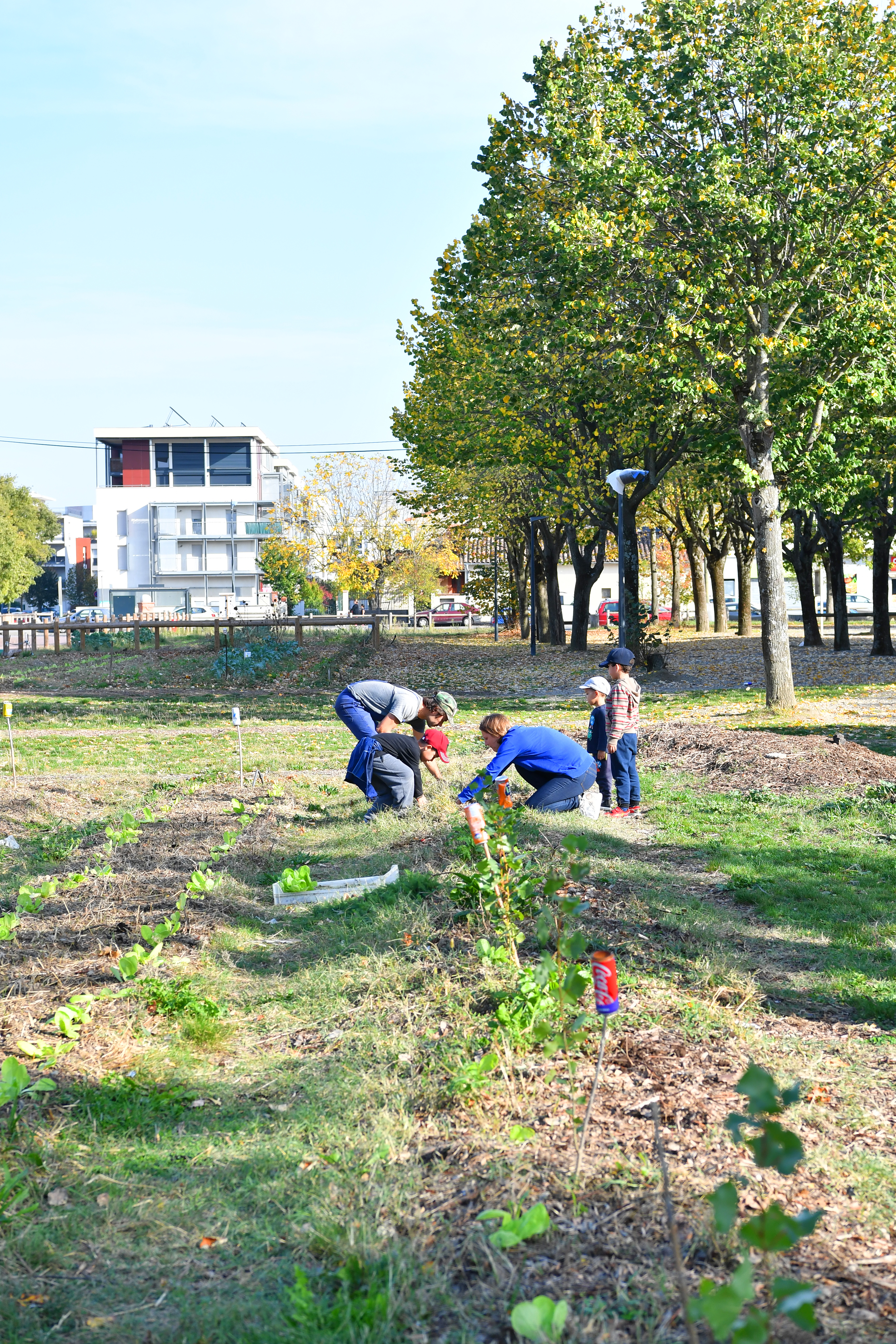
la friche de Partageons les jardins. © Ville de Toulouse

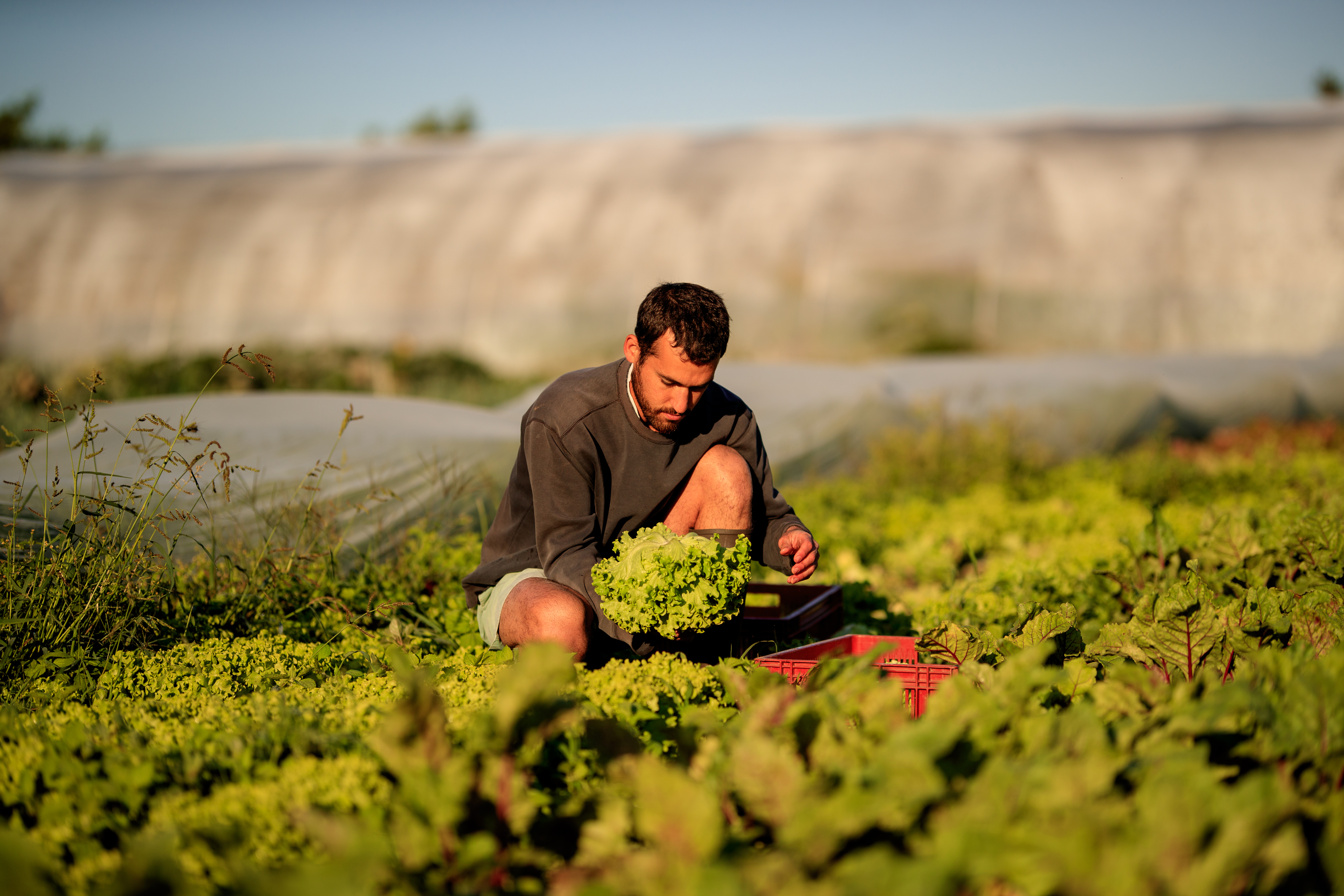
La ferme de Borde Bio. © Ville de Toulouse

Plusieurs services et équipements publics sont présents dans le quartier ou à proximité immédiate :
- la Caf et La Poste, situées place Micoulaud
- la maison de quartier des Chamois[6]
- le centre culturel Ernest-Renan
- une médiathèque[7]
- un centre social
- un lieu d’initiative emplois
- un accueil jeunes - réussite éducative
- une maison de quartier
- l’annexe du Conservatoire[8] à La Vache
- une crèche et un RAM
- un lieu d’accueil enfants-parents[9]
- trois groupes scolaires (Jean-Zay[10], Niboul[11] et Ernest-Renan[12])
- un collège[13]
- un lycée professionnel[14]
- un stade
- un complexe sportif
- un gymnase
- un city stade
- deux boulodromes

Les commerces se concentrent essentiellement autour de la place Micoulaud et du chemin d'Audibert.
Dans les prochaines années, le quartier va continuer de se transformer dans le cadre du projet de renouvellement urbain porté par les collectivités locales et l’Anru. Ce projet déjà initié comprend notamment :
-      la construction de 1 400 logements ;
-       la réhabilitation de 140 logements ;
-       la résidentialisation de 359 logements ;
-       la démolition de 351 logements ;
-       la création de six nouveaux équipements : un Pôle jeunesse, un Espace seniors et club-house, une crèche associative, une salle de sports associative, un centre d’accueil et de loisirs, la réhabilitation complète du stade Rigal ;
-       la rénovation des places Micoulaud et Trois-Cocus pour créer un nouveau cœur de quartier : des logements, des commerces, des services de proximité et des équipements ;
-       la création de 8 500 m2 de nouveaux jardins et d’espaces verts ;
-       la rénovation de 19 000 m2 d’espaces verts.

## Vie culturelle et associative
Depuis plusieurs années, le nord de la métropole est devenu un haut lieu de la vie culturelle toulousaine. Le quartier Trois Cocus dispose de plusieurs équipements culturels tels que la salle de concert Ernest-Renan et la Friche culturelle de L’Imprimerie, et se situe à proximité immédiate du Metronum et du cinéma d’art et d’essai Utopia... Il accueille par ailleurs des manifestations culturelles telles que le festival Origines Contrôlées.

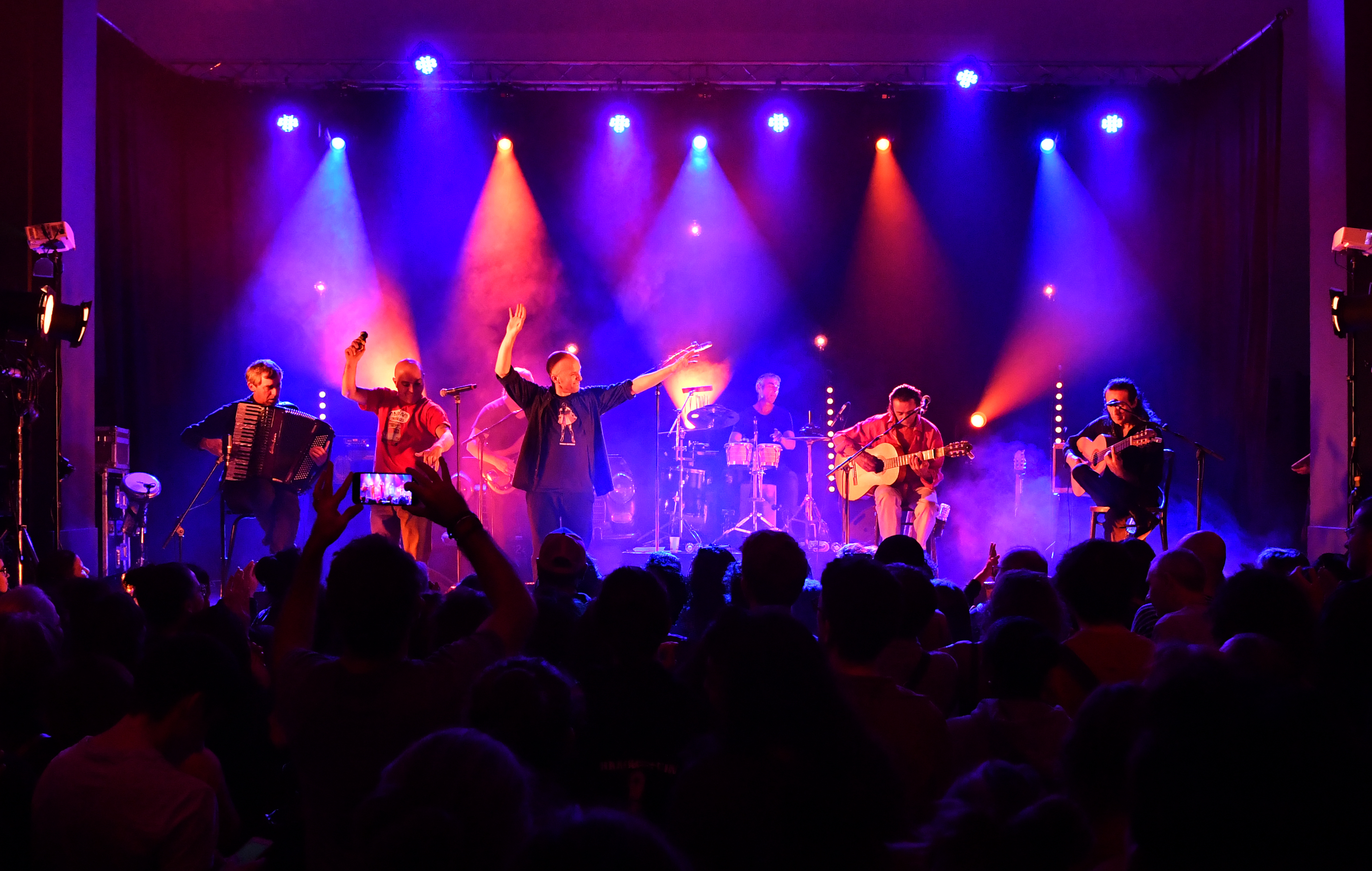
Festival Origines Contrôlées en 2019. © Ville de Toulouse

Les associations et acteurs du quartier proposent de nombreuses initiatives : au sein du centre d’animation des Chamois, du centre social, de la médiathèque ou encore lors des fêtes locales...
Ils animent la vie du quartier et de ses habitants à travers des jardins partagés, des cours de sports, des cours de cuisine, des ateliers culturels, etc.  

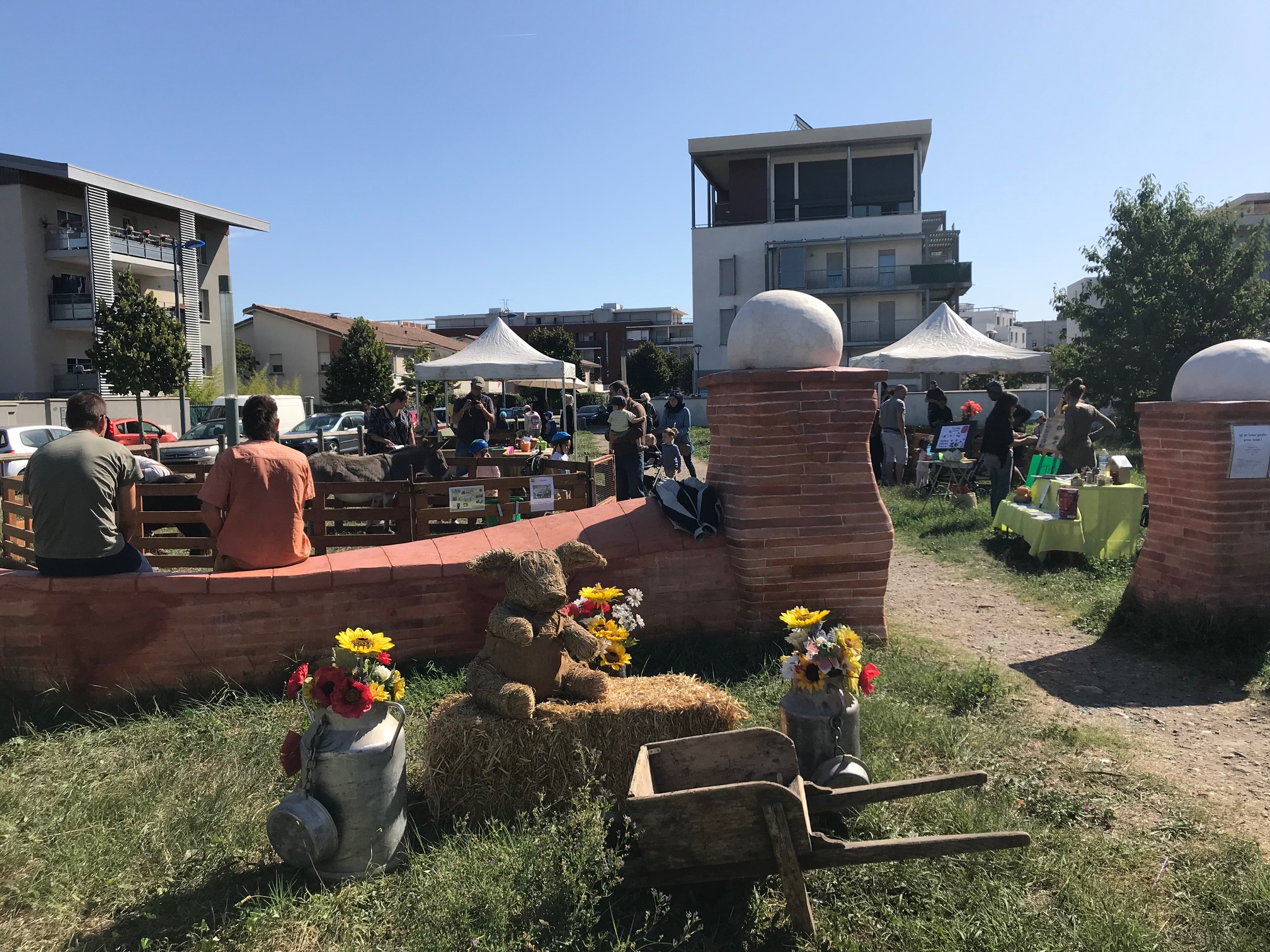
Une fête de l’association Partageons les jardins.

Le projet Edenn anime également le quartier. Il rassemble une dizaine d’acteurs qui travaillent ensemble sur des espaces maraîchers de Trois-Cocus. Ce projet permet aux habitants de cultiver des fruits et légumes en compagnie de professionnels, et de vendre les récoltes à des prix abordables.

## Voies de communications et transports
Le quartier est bien desservi par les transports en commun et reste proche des grands axes routiers, en particulier de la rocade.

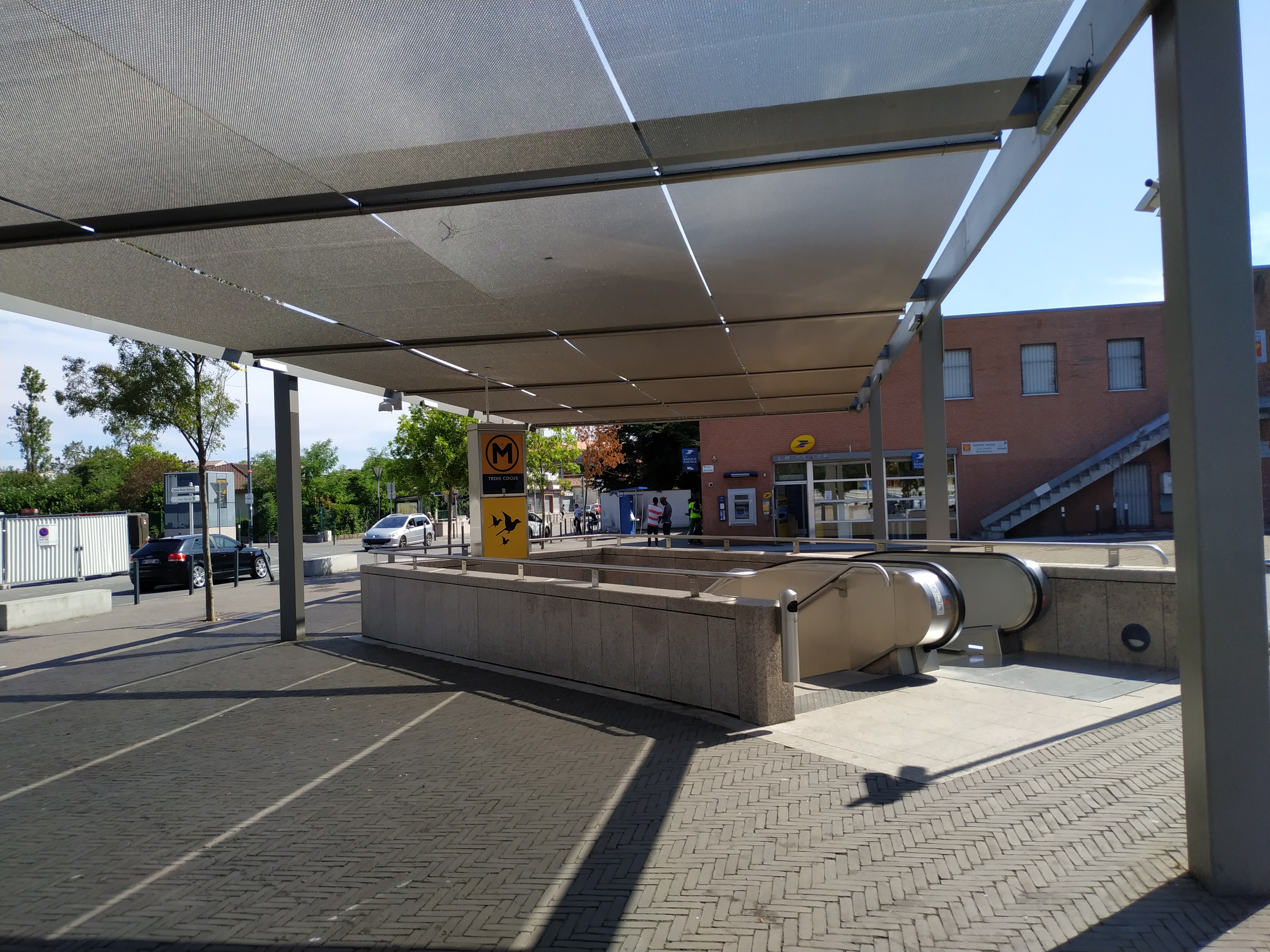
Station de métro Trois Cocus : à 15 minutes du Capitole.

### Transports en commun
Depuis juin 2007, le quartier est desservi par deux stations de métro (Trois Cocus et La Vache). Depuis l'été 2008, deux Vélôstations complètent le réseau transports en commun (une "chemin d'Audibert" et une autre "Rue Ernest Renan", derrière la mairie de quartier).
- Trois Cocus
  - 4160
- La Vache / Route-de-Launaguet
  -   RER Nord (2024)
  -    (2028 pour TAE (ligne C du métro))
  - L10
  - 5969

### Réseaux routiers
Le quartier est directement accessible au nord par la rocade, ce qui permet de rejoindre l’A62 et l’A620 en quelques minutes.

### Pistes cyclables
Le quartier est quadrillé par plusieurs kilomètres de pistes cyclables. Six stations VélôToulouse viennent compléter l’offre de transports en commun.

## Autres

### Personnes célèbres liées au quartier
- Jean Montariol, célèbre architecte qui a conçu de nombreux bâtiments toulousains (notamment la bibliothèque municipale) et dans d’autres villes françaises.
- Zebda (groupe de musique militant et engagé)
- Mustapha et Hakim Amokrane (membres du groupe Zebda et fondateurs du groupe de musique Mouss et Hakim, engagés auprès du Tactikollectif).
- Ahmed Chenane, médecin très investi dans la vie du quartier, il est décédé en 2020 et a laissé son nom à l’une des principales places du quartier.

### Faits divers
Deux criminels sont originaires de ce quartier :
- Patrice Alègre (qui reconnaît cinq meurtres et six viols dans les années 1990) ;
- Mohammed Merah (terroriste islamiste, auteur des tueries de Toulouse et Montauban de 2012).